# British Aircraft Corporation

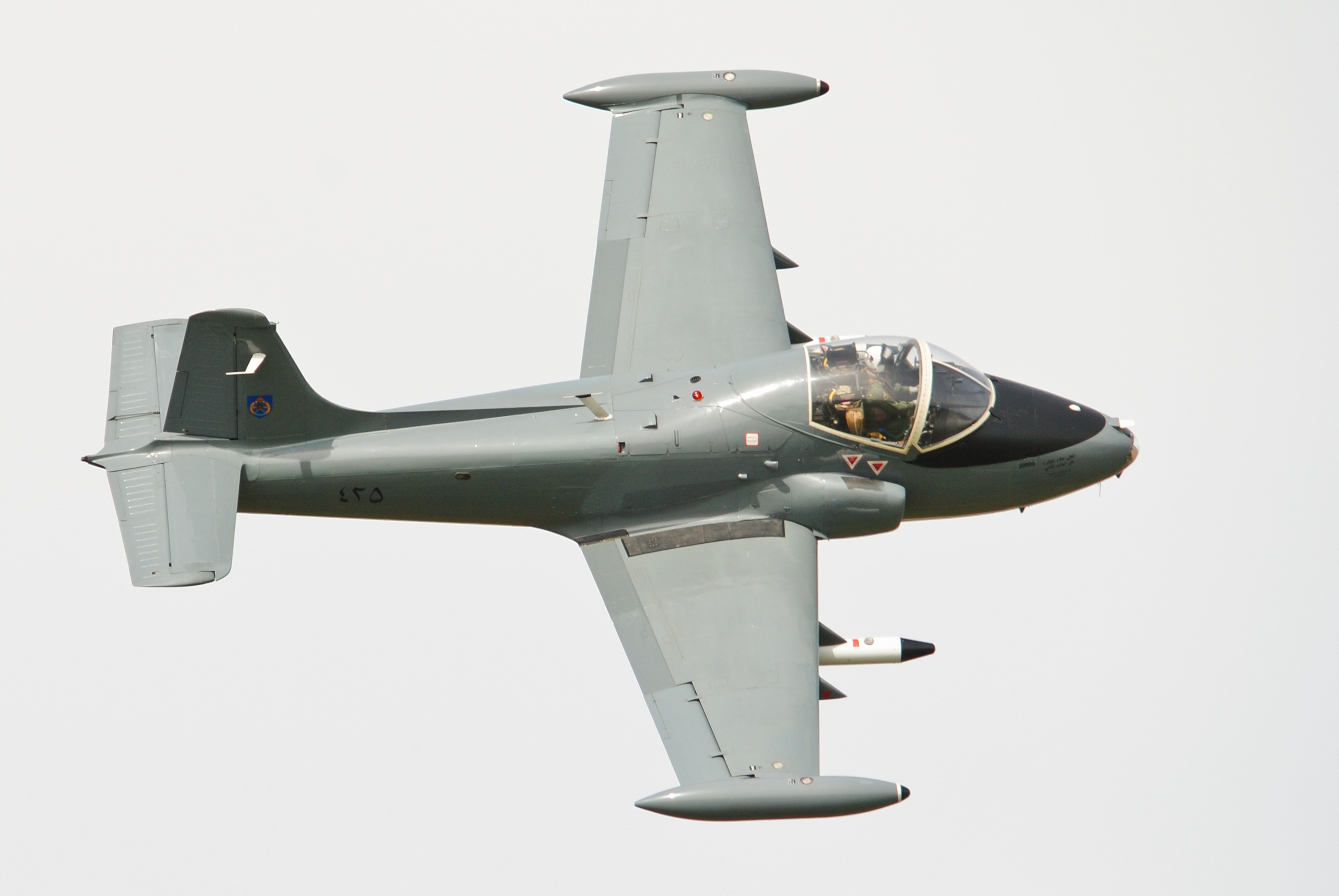
BAC Strikemaster

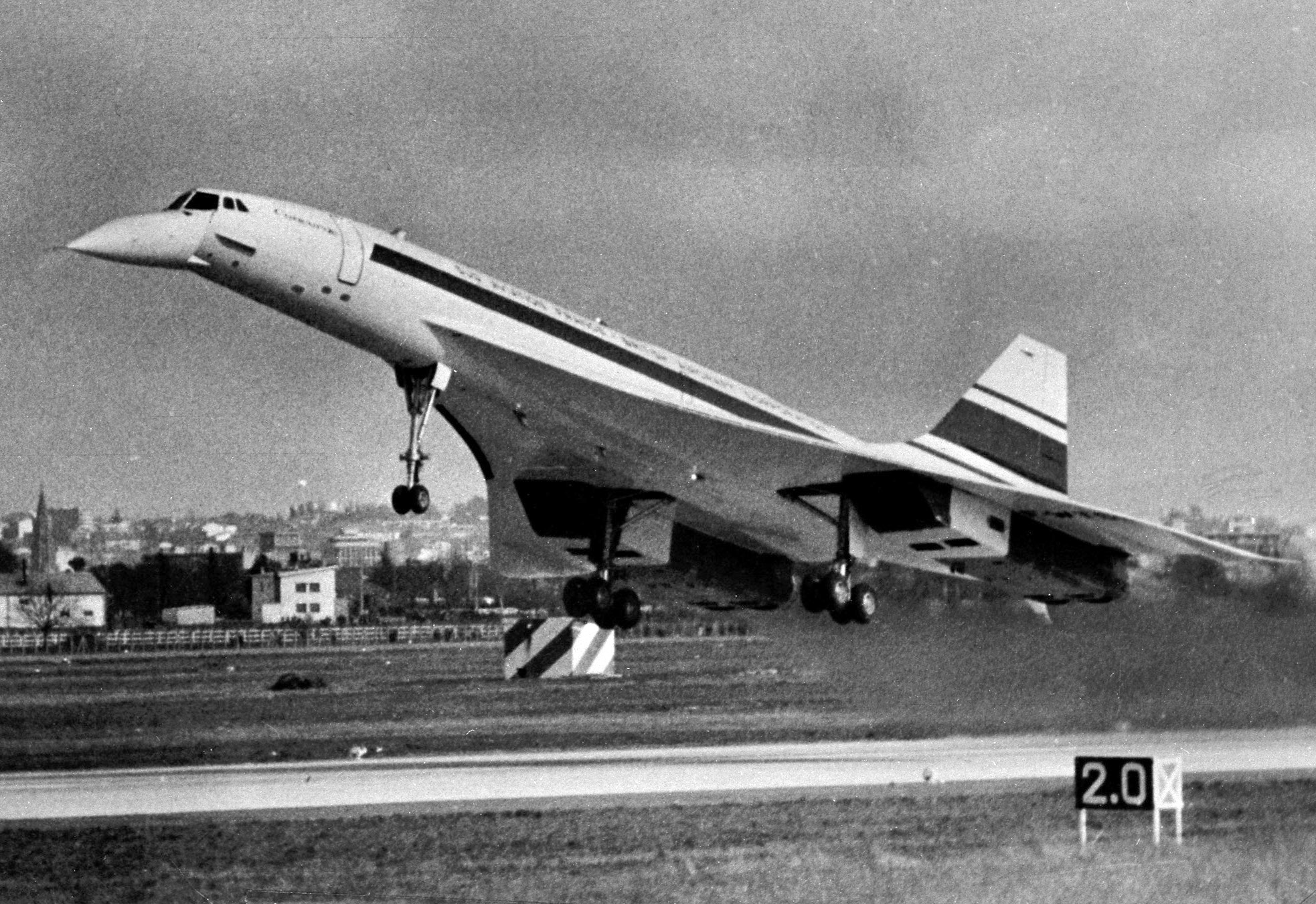
Eerste vlucht Concorde (1963)

De British Aircraft Corporation (BAC) was een Britse vliegtuigfabrikant die in 1960 ontstond door een fusie tussen English Electric Aviation Ltd, Vickers-Armstrongs, Bristol Aeroplane Company en Hunting Aircraft. Het bedrijf bouwde zowel militaire als burgervliegtuigen en was de Britse deelnemer aan het Concorde project. Op 29 april 1977 fuseerde BAC met Hawker Siddeley en Scottish Aviation tot British Aerospace.

## Geschiedenis
British Aircraft Corporation (BAC) werd in 1960 opgericht. De fusie van de vliegtuigbouwers was geen spontane actie, maar werd gedaan na zware druk van de Britse regering om minder bedrijven te laten concurreren voor een afnemend aantal defensie contracten.
BAC voldeed aan de eis dat nieuwe contracten vooral werden gegund aan bedrijven die samen waren gegaan. Het eerste BAC contract dat werd getekend was voor de TSR-2. TSR staat voor Tactical Strike-Reconnaissance model 2, een supersonische bommenwerper en verkenningstoestel ter vervanging van de English Electric Canberra. Vickers-Armstrongs werd de hoofdaannemer, met English Electric Aviation als onderaannemer. Korte tijd later kwamen de vliegtuigactiviteiten van Bristol Airplane Company en Hunting Aircraft Limited bij het duo.
In 1963 verwierf BAC de belangen van zowel Bristol als English Electric op het gebied van geleide wapens en richtte het bedrijven op om de nieuw opkomende ruimtevaart- en elektronica-industrie te bedienen.
In 1965 werd het TSR-2-project geannuleerd, dit tot grote teleurstelling bij BAC. Successen in de civiele markt met het BAC 1-11 passagiersvliegtuig en orders voor verbeterde versies van de English Electric Lightning en de Canberra en de nieuwe BAC Strikemaster zorgden voor voldoende werk in de fabrieken. De Strikemaster was een doorontwikkeling van de BAC Jet Provost, een lesvliegtuig.
In 1966 ging BAC samenwerken met het Franse Bregeut om de Sepecat Jaguar te bouwen. Het eerste prototype vloog in september 1968. In maart 1969 ging BAC samenwerken met drie andere Europese fabrikanten. Zij werden aandeelhouders in Panavia Aircraft GmbH met het doel de Panavia Tornado te produceren. van dit succesvolle toestel zijn er wereldwijd 992 exemplaren verkocht.
De samenwerking met de Fransen leidde ook tot de Concorde, die zijn eerste vlucht maakte op 2 maart 1969.
Op 29 april 1977 ging BAC op in het nieuwe bedrijf, British Aerospace Plc.
‎{{
}}